# Chamen (North Bank Region)
Chamen ist eine Ortschaft im westafrikanischen Staat Gambia.
Nach einer Berechnung für das Jahr 2013 leben dort etwa 810 Einwohner, das Ergebnis der letzten veröffentlichten Volkszählung von 1993 betrug 547.

## Geographie
Chamen, in der North Bank Region im Distrikt Lower Niumi, liegt am nördlichen Ufer des Gambia-Flusses. Der Ort liegt ungefähr zehn Kilometer nordöstlich von Berending an der North Bank Road.